# Liste der denkmalgeschützten Objekte in Weißenbach am Lech
Die Liste der denkmalgeschützten Objekte in Weißenbach am Lech enthält die 15 denkmalgeschützten, unbeweglichen Objekte der Gemeinde Weißenbach am Lech.

## Denkmäler
| Foto  |                 | Denkmal | Standort                                      | Beschreibung | Metadaten |
| ----- | --------------- | --- | --------------------------------------------- | --- | --- |
| ja    | Datei hochladen | Mariae-Heimsuchungskapelle HERIS-ID: 67457 Objekt-ID: 80413 TKK: 28629                                                     | Gaicht Standort KG: Weißenbach                | Die zweieinhalbjochige Kapelle mit eingezogenem Chorraum wurde 1695 an Stelle eines gotischen Vorgängerbaus errichtet. | BDA-Hist.: Q38116690 Status: § 2a Stand der BDA-Liste: 2025-06-30 Name: Maria-Heimsuchungskapelle GstNr.: .184 Kapelle Mariä Heimsuchung, Gaicht                                       |
| ja    | Datei hochladen | Stegmühlkapelle / Kapelle an der Gaichtpassstraße HERIS-ID: 56483 Objekt-ID: 65942 TKK: 28630                              | bei Gaicht 20 Standort KG: Weißenbach         | Die Kapelle an der Gaichtpassstraße wurde aufgrund eines Gelübdes um 1947 anstelle eines näher an der Straße gelegenen Vorgängerbaus neu errichtet. Der schlichte, turmlose Bau mit steilem Satteldach und Apsis ist im Inneren mit bemalten Laubsägearbeiten geschmückt. | BDA-Hist.: Q38072727 Status: Bescheid Stand der BDA-Liste: 2025-06-30 Name: Stegmühlkapelle/Kapelle an der Gaichtpaßstraße GstNr.: 3949, 3962 Stegmühlkapelle                          |
| ja BW | Datei hochladen | Kath. Pfarrkirche hl. Sebastian, Friedhof mit Kriegerdenkmal HERIS-ID: 56016 Objekt-ID: 64962 TKK: 28627, 115766, 33622, … | bei Kirchplatz 1 Standort KG: Weißenbach      | Die Pfarrkirche im Norden des Hauptplatzes ist ein einheitlicher Barockbau mit Nordturm und wurde von 1734 bis 1738 errichtet. An das vierjochige Langhaus schließt ein eingezogener einjochiger Chorraum mit Dreiachtelschluss an. Hochaltar und Seitenaltäre sind neuromanisch; das Hochaltargemälde des heiligen Sebastian stammt von Franz Hellweger. | BDA-Hist.: Q38069505 Status: § 2a Stand der BDA-Liste: 2025-06-30 Name: Kath. Pfarrkirche hl. Sebastian, Friedhof mit Kriegerdenkmal GstNr.: 5425, 5421 Pfarrkirche Weißenbach am Lech |
| ja    | Datei hochladen | Kruzifix bei der Pfarrkirche HERIS-ID: 67464 Objekt-ID: 80420 TKK: 28643                                                   | bei Kirchplatz 1 Standort KG: Weißenbach      | Das Wegkreuz mit geschnitztem, polychrom gefasstem Corpus Christi im Dreinageltypus stammt vermutlich vom Ende des 17. Jahrhunderts. | BDA-Hist.: Q38116758 Status: § 2a Stand der BDA-Liste: 2025-06-30 Name: Kruzifix bei der Pfarrkirche GstNr.: 5413                                                                      |
| ja    | Datei hochladen | Kapelle hl. Johannes Nepomuk HERIS-ID: 67461 Objekt-ID: 80417 TKK: 28636                                                   | neben Laggenhof 2 Standort KG: Weißenbach     | Die Nepomukkapelle wurde 1826 nach einem Gelübde gegen das Hochwasser des Weißenbachs erbaut. | BDA-Hist.: Q38116729 Status: § 2a Stand der BDA-Liste: 2025-06-30 Name: Kapelle hl. Johannes Nepomuk GstNr.: .145                                                                      |
| ja    | Datei hochladen | Kruzifix bei der Schule HERIS-ID: 67467 Objekt-ID: 80423 TKK: 28648                                                        | gegenüber Oberbach 1 Standort KG: Weißenbach  | Das Wegkreuz mit geschnitztem, polychrom gefasstem Corpus Christi im Dreinageltypus wurde in der ersten Hälfte des 19. Jahrhunderts geschaffen. | BDA-Hist.: Q38116787 Status: § 2a Stand der BDA-Liste: 2025-06-30 Name: Kruzifix bei der Schule GstNr.: 1350/1                                                                         |
| ja    | Datei hochladen | Widum HERIS-ID: 67455 Objekt-ID: 80411 TKK: 33626                                                                          | Sommer 7 Standort KG: Weißenbach              | Der zweigeschoßige Bau mit abgewalmtem Satteldach und Mittelflurgrundriss wurde im 18. Jahrhundert errichtet. Das rechteckige Portal ist mit Schnitzereien und einer verglasten Oberlichte gestaltet, darüber befinden sich zwei Freskenmedaillons mit Darstellung der Madonna und des Guten Hirten. Die südwestliche Fassade weist eine Giebellaube mit hölzernem Brüstungsgeländer auf. | BDA-Hist.: Q38116670 Status: § 2a Stand der BDA-Liste: 2025-06-30 Name: Widum GstNr.: .81                                                                                              |
| ja    | Datei hochladen | Lourdeskapelle HERIS-ID: 67462 Objekt-ID: 80418 TKK: 28637                                                                 | Unterbach Standort KG: Weißenbach             | Die Lourdeskapelle am östlichen Ortsrand wurde 1885 errichtet. Der kleine Kapellenbau aus Sichtziegelmauerwerk hat eine eingezogene Apsis, ein steiles schindelgedecktes Satteldach und einen turmartigen Dachreiter mit Zeltdach. Die Fenster haben reich verzierte Holzgitter (ausgesägte Rankenmuster), an der Eingangswand befindet sich ein Kruzifix. Die Lourdesgrotte aus Tuffsteinen ist innen. | BDA-Hist.: Q38116739 Status: § 2a Stand der BDA-Liste: 2025-06-30 Name: Lourdeskapelle GstNr.: .212                                                                                    |
| ja    | Datei hochladen | Wegkapelle Mariahilf HERIS-ID: 67459 Objekt-ID: 80415 TKK: 28634                                                           | östlich Untergaicht 2 Standort KG: Weißenbach | Die an der alten Gaichtpassstraße gelegene Kapelle wurde 1714 im barocken Stil erbaut und 1860 vergrößert und neugotisch umgestaltet. Der Bau über rechteckigem Grundriss weist einen polygonalen Chor und ein Satteldach mit turmartigem, verschindeltem Dachreiter auf. An der Eingangswand befindet sich ein gotisierendes Portal. Der neugotische Altar beherbergt eine Kopie des Gnadenbildes Mariahilf. | BDA-Hist.: Q38116708 Status: § 2a Stand der BDA-Liste: 2025-06-30 Name: Wegkapelle Mariahilf GstNr.: .178 Mariahilfkapelle, Weißenbach am Lech                                         |
| ja    | Datei hochladen | Kruzifix Rotes Kreuz HERIS-ID: 67466 Objekt-ID: 80422 TKK: 28642                                                           | Untergaicht Standort KG: Weißenbach           | Das Wegkreuz im Kreuzkasten zeigt einen geschnitzten, polychrom gefassten Corpus Christi im Dreinageltypus, der Körper leicht ausschwingend, mit angewinkelten Beinen, die Rechte im Segensgestus, das lange bewegte Lendentuch seitlich geknüpft. Das Kreuz stammt vermutlich aus der 2. Hälfte des 18. Jahrhunderts und wurde etwa 1980 erneuert. | BDA-Hist.: Q38116777 Status: § 2a Stand der BDA-Liste: 2025-06-30 Name: Kruzifix Rotes Kreuz GstNr.: 4593/2 Kruzifix Rotes Kreuz, Untergaicht                                          |
| ja    | Datei hochladen | Kreuzweg, Kalvarienbergkapelle, Ölberggrotte HERIS-ID: 67474 Objekt-ID: 80430 TKK: 28633, 28632, 28631                     | Untergaicht Standort KG: Weißenbach           | Die Kalvarienberganlage auf einem Hügel bei Untergaicht besteht aus einer Ölberg-Grotte, aus Bildstöcken mit Kreuzwegdarstellungen und der Kalvarienbergkapelle. Die Anlage wurde 1901 errichtet. In der in den Fels gehauenen, vergitterte Ölberg-Grotte befindet sich eine plastische Ölberg-Gruppe (Lage), die 14 Bildstöcke tragen als Bronzereliefs ausgeführte Kreuzwegdarstellungen von G. Ruggeri aus den 1980er Jahren und im gewölbten Innenraum der Kalvarienbergkapelle befindet sich eine Kreuzigungsgruppe vor gemaltem Hintergrund. | BDA-Hist.: Q38116814 Status: § 2a Stand der BDA-Liste: 2025-06-30 Name: Kreuzweg, Kalvarienbergkapelle, Ölberggrotte GstNr.: 3701 Kalvarienberg, Weißenbach am Lech                    |
| ja    | Datei hochladen | Bogenbrücke am Gaichtpass HERIS-ID: 56017 Objekt-ID: 64963 TKK: 115780                                                     | Weißenbach am Lech Standort KG: Weißenbach    | Die aus Stein gemauerte, ansteigende Bogenbrücke ist Teil der alten Salzstraße am Gaichtpass. Sie wurde 1805 errichtet. Teilweise erhalten ist das Steinfundament der ersten Brücke von 1550. | BDA-Hist.: Q38069516 Status: § 2a Stand der BDA-Liste: 2025-06-30 Name: Bogenbrücke am Gaichtpass GstNr.: 4570/4                                                                       |
| ja    | Datei hochladen | Weidekapelle HERIS-ID: 67458 Objekt-ID: 80414 TKK: 28639                                                                   | Standort KG: Weißenbach                       | Der weithin sichtbare Bildstock wurde in den 1980er Jahren anstelle eines vermutlich barocken Vorgängerbaues errichtet. Der Nischenbildstock mit geschwungenem Zeltdach und segmentbogiger Wandöffnung beherbergt im Inneren ein polychrom gefasstes geschnitztes Kruzifix, das vermutlich aus dem 17. Jahrhundert stammt. | BDA-Hist.: Q38116699 Status: § 2a Stand der BDA-Liste: 2025-06-30 Name: Weidekapelle GstNr.: .182 Weidekapelle, Gaichtpass                                                             |
| ja    | Datei hochladen | Hl. Johannes Nepomuk bei der Pfarrkirche HERIS-ID: 67473 Objekt-ID: 80429 TKK: 28652                                       | Standort KG: Weißenbach                       | Der Brunnen besteht aus einer um 1960 geschaffenen hölzernen Brunnenschale und einer geschnitzten barocken Statue des hl. Johannes Nepomuk. | BDA-Hist.: Q38116796 Status: § 2a Stand der BDA-Liste: 2025-06-30 Name: Hl. Johannes Nepomuk bei der Pfarrkirche GstNr.: 1308/2                                                        |
| ja    | Datei hochladen | Gedenktafel, Gaichtpass-Sperre HERIS-ID: 67477 Objekt-ID: 80433 TKK: 33630                                                 | Standort KG: Weißenbach                       | Die Gedenktafel befindet sich an der Einmündung der alten, um 1550 für den Warentransport erbauten Gaichtstraße in die Bundesstraße. Die Gedenktafel wurde Ende des 19. Jahrhunderts zur Erinnerung an die 1632 erfolgte Befestigung der Passhöhe errichtet. Die Straßensperre mit Beobachtungsposten und Verbindungssteigen war ein Vorposten der Festungsanlage Ehrenberg. | BDA-Hist.: Q38116826 Status: § 2a Stand der BDA-Liste: 2025-06-30 Name: Gedenktafel, Gaichtpass-Sperre GstNr.: 4570/4 Gedenktafel Gaichtpass-Sperre                                    |